# الشهابية (الكرك)
الشهابية إحدى بلدات محافظة الكرك تتبع إداريا للواء قصبة الكرك. حيث تبعد عنها مسافة تقارب 3 كم من الجهة الجنوبية الغربية، وهي إطلالة لزائري قلعة الكرك التاريخية بتضاريسها وبساتينها الخلابة. يتم تنظيم امسيات ادبية فيها وثقافية.

## مياه القرية
تتوزع على أطرافها أربعة ينابيع ذات مياه عذبة، وهي عين المقير وتقع على الجانب الشمالي الغربي، وعين ورأس العين وتقع على الجانب الجنوبي وكلتاهما في مناطق جبلية. أما النبع الثالث فهو سيل الشهابية ويقع في الوادي الذي يفصل بينها وبين مدينة الكرك من جهتها الشرقية، والنبع الأخير فهو عين سحور في المنطقة الشمالية منها.

### الينابيع
وفيها نبع 1- عين المقير 2- رأس العين3- سيل الشهابية 4- عين ساحور 5- عين عواد وتقع ما بين عين ساحور وعين المقير .. وقد عمل على تجهيزها والاستفادة منها الحاج / إبراهيم ابوفرده - ابوغالب رحمه الله أيام سكنه في شعيب النار، وهي تقع في أرض عيال إبراهيم الشمايلة .

## مرافق البلدة وسكانها
تحتوي البلدة على عشرة مساجد ومدرستين ثانوينين للذكور والإناث وجمعية الشهابية الخيرية ونادي رياضي. ويبلغ تعداد سكانها ما يقارب من 9,000 نسمة جلهم دون العقد السادس من العمر. تبلغ مساحتها ما يقارب من 6 كم2. ويقطن في بلدة الشهابية عشيرة الشمايلة وعشيرة المحادين

### المساجد
13مسجد

### المدارس
- مدرسة الشهابية الثانوية للبنات
- مدرسة الشهابية الثانوية للذكور

## معرض الصور

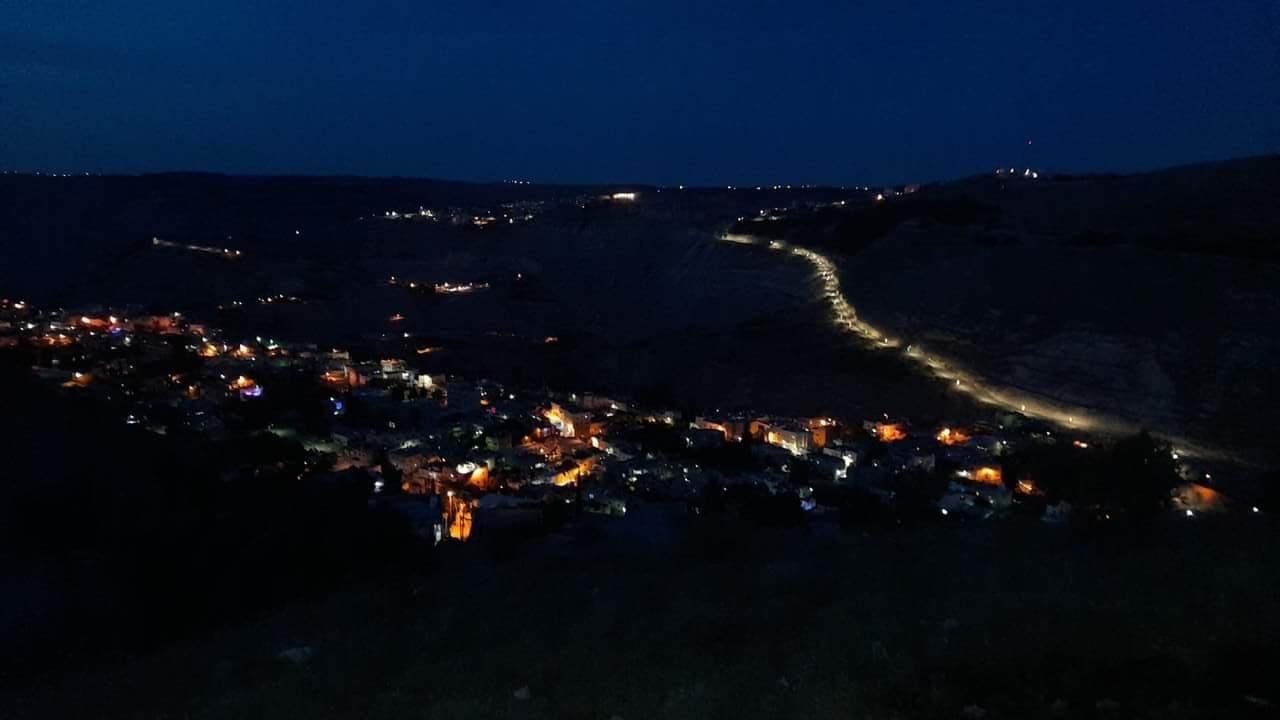
منطقة الشهابية في الكرك من مطل مرتفع ليلا
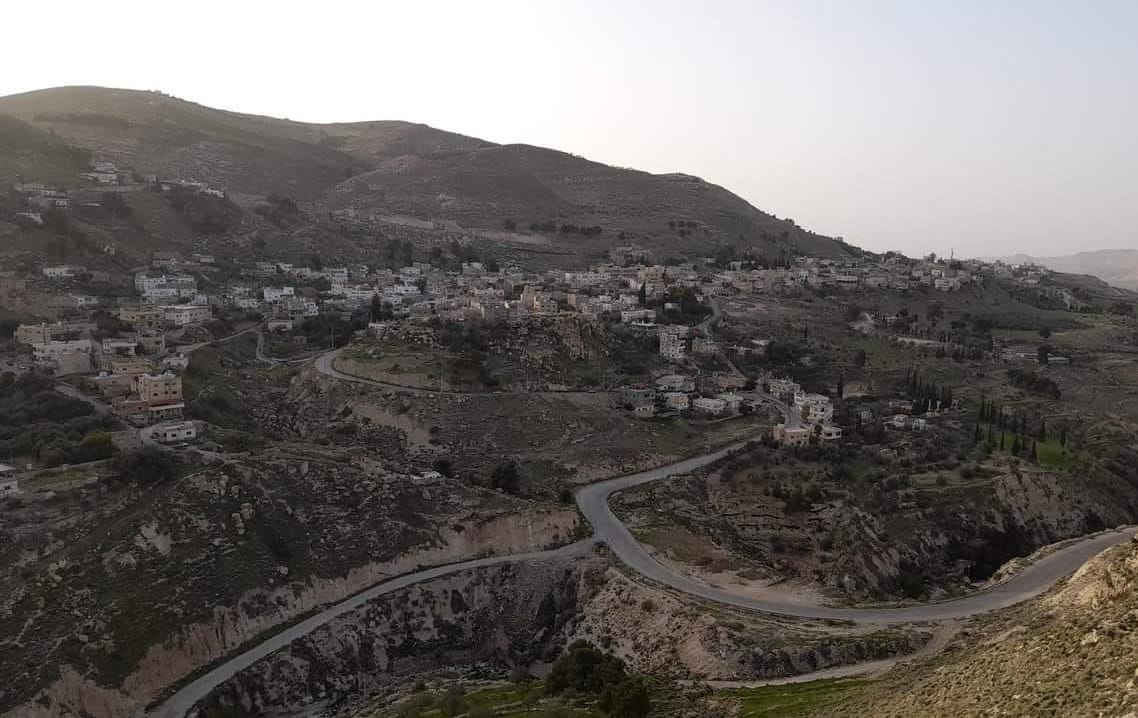
منطقة الشهابية في الكرك
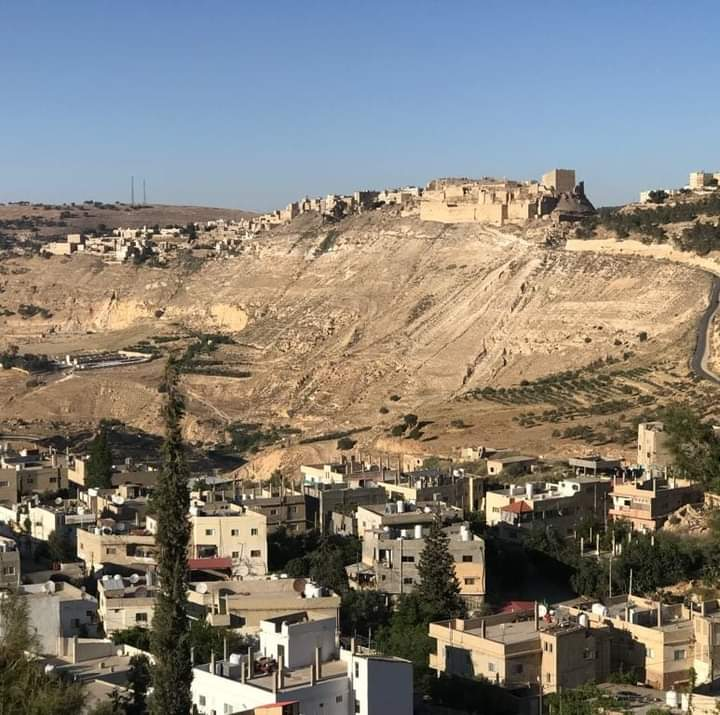
قلعة الكرك من منطقة الشهابية